# Кладкака
Кладкака (швед. kladdkaka, приблизний переклад липкий торт) — компактний м'який торт із шоколадним смаком та липкою текстурою.
Інгредієнти: борошно, яйце, масло, цукор та какао. Торт випікається при 175°C приблизно 15 хвилин. У цей спосіб основа та краї пропікаються, а середина залишається липкою.
За текстурою торт схожий на брауні. Існує безліч рецептів схожих тортів, до яких не додають порошок до печива або соду. Звідси і липкість, яка обумовлена відсутністю повітряних бульбашок у тісті. Деколи використовують шоколад, який робить 
торт світлішим.
Подається зі збитою сметаною або фруктовим кремом.
День шоколадного торту відзначається з 7 листопада 2008 року..